# アイム・シック
『アイム・シック』(I'm Sick)は、ブルートーンズのフロントマンであるマーク・モリスのシングル、もしくはその表題曲。初のソロアルバム『メモリー・マッスル』からの先行シングル。
表題曲は「ザ・ファイ・ロウ・ベッドウ EP」収録曲を再録したもので、デヴィッド・アーノルドがストリングス・アレンジを担当しており、ここではアルバムより10秒ほど短いエディット版が収録されている。また、カップリングの「コール・ザ・ショッツ」はイギリスの女性ポップグループであるガールズ・アラウドの原曲とは大きく異なるアコースティックなアレンジで採り上げている。また、「ガウジ・アウェイ」はピクシーズのカバー曲で、ともにそれまでライヴでも度々取り上げていたもの。

## 収録曲
1. アイム・シック / I'm Sick
2. コール・ザ・ショッツ / Call the Shots
3. ガウジ・アウェイ / Gouge Away